# Каруару
Каруару е град в щата Пернамбуку, Бразилия. Населението му е 402 290 жители (2024 г.), което го прави 5-и по население в щата. Площта му е 920,61 кв. км. Намира се на 545 м н.в. в часова зона UTC-4. Отстои на 140 км от град Ресифи, столицата на щата. Разполага с два футболни отбора. На 5 км от центъра на града е разположено Летище Каруару.